# Symplocos trachycarpos
Symplocos trachycarpos är en tvåhjärtbladig växtart som beskrevs av August Brand. Symplocos trachycarpos ingår i släktet Symplocos och familjen Symplocaceae. Inga underarter finns listade i Catalogue of Life.